# Рікардінью (футзаліст)
Рікардо Філіпе да Сілва Брага (нар. 3 вересня 1985), більш відомий як Рікардіньо, — португальський професійний футзаліст, який виступає за «Ригу». Багато хто вважає його найкращим футзалістом усіх часів, бо він виграв численні титули та нагороди як за клуб, так і за збірну, наприклад Лігу чемпіонів УЄФА з футзалу, Чемпіонат Європи з футзалу, Чемпіонат світу з футзалу, а також він має нагороду «Найкращий гравець світу» та багато інших. Виступає в основному на флангу або як вінгер, і зазвичай носить свій знаковий номер «10».
На прізвисько Чарівник (порт. O Mágico) він був визнаний найкращим гравцем світу рекордні шість разів за версією Futsal Planet у 2010, 2014, 2015, 2016, 2017 та 2018 роках. Рікардінью — єдиний гравець, який вигравав цю нагороду понад чотири рази, будучи єдиним португальським гравцем, який її отримував. У 2020 році він отримав місце в номінації «Команда року» за версією FutsalFeed, і ця нагорода вручалася вперше.
На міжнародному клубному рівні Рікардіньо тричі вигравав Кубок УЄФА з футзалу, тепер відомий як Ліга чемпіонів УЄФА з футзалу, у 2009—2010 роках із «Бенфікою» та в 2016–17 та 2017–18 роках з «Інтером». Будучи підлітком, він уже грав і програв фінал у 2003–04 роках за «Бенфіку» проти «Бумеранг Інтервію». Він також програв ще один фінал у складі ФС «Інтер» у 2015—2016 роках проти «Газпром-Югри». У європейських змаганнях зі своєю країною він виграв Євро-2018 з футзалу, на якому став найкращим бомбардиром і отримав нагороду як найкращий гравець. Він уже був названий найкращим гравцем Євро у 2007 році та ставав найкращим бомбардиром у 2016 році. Зараз він є найкращим бомбардиром Євро за всю історію.
У 2021 році, відразу після свого останнього матчу Чемпіонату світу з футзалу, Рікардінью був нагороджений «Золотим м'ячем» як найкращий гравець турніру, додавши ще одне індивідуальне досягнення до своєї «Золотої бутси» чемпіонату світу як найкращий бомбардир, коли він був нагороджений у 2016 році. Ця відзнака була тісно пов'язана з його внеском у допомогу Португалії виграти чемпіонат світу 2021 року. Наприкінці 2010-х і на початку 2020-х років Рікардінью був капітаном своєї національної збірної Португалії до перших двох міжнародних трофеїв цієї країни, перших великих нагород країни: Євро-2018 з футзалу та Чемпіонату світу з футзалу 2021 року.
Рікардіньо хвалять за його оборонні якості та продуктивність, що є рідкістю для гравця такої значної атакувальної майстерності, що робить його дуже розвиненим. Зважаючи на всі його досягнення та якісні виступи, деякі експерти вважають його найкращим футзалістом усіх часів.

## Досягнення

### Бенфіка
- Чемпіонат Португалії: 2004–05, 2006–07, 2007–08, 2008–09, 2011–12
- Кубок Португалії: 2004–05, 2006–07, 2008–09, 2011–12
- Суперкубок Португалії: 2006, 2007, 2009
- Кубок УЄФА: 2009–10

### Нагоя Оушен
- F. Ліга: 2010–11, 2012–13
- Кубок F. Ліги: 2010, 2012

### Інтер Мовістар
- Чемпіонат Іспанії: 2013–14, 2014–15, 2015–16, 2016–17, 2017–18, 2019–20
- Кубок Іспанії: 2014, 2016, 2017
- Кубок Короля: 2014–15
- Суперкубок Іспанії: 2015, 2017, 2018
- Кубок УЄФА: 2016–17, 2017–18

### АСКС
- Чемпіонат Франції: 2020–21[17]
- Чемпіонат Франції (2 дивізіон): 2021—2022

### Португалія
- Мундіаліто: 2007
- Чемпіонат Європи: 2018
- Чемпіонат світу: 2021

### Індивідуальні
- Найкращий гравець світу: 2010, 2014, 2015, 2016, 2017, 2018
- Найкращий гравець чемпіонату Португалії: 2006–07
- Найкращий бомбардир чемпіонату Португалії: 2006–07 (49 голів)
- Найкращий молодий гравець чемпіонату Португалії: 2002–03
- Найкращий гравець F. Ліги: 2010–11
- Найкращий гравець чемпіонату Іспанії: 2013–14, 2014–15[18]
- Найкращий гравець Кубка Іспанії: 2014
- Найкращий гравець чемпіонату Європи: 2007, 2018
- Найкращий бомбардир Чемпіонату Європи з футзалу: 2016 (6 голів), 2018 (7 голів)
- Найкращий гравець чемпіонату світу: 2021
- Золота бутса Чемпіонату світу з футзалу: 2016
- Бронзовий м'яч чемпіонату світу з футзалу: 2012
- Вінгер команди року: 2020

### Ордени
- Орден інфанта Енріке[19]

- Орден Заслуг[20]